# Gmina Laç
Gmina Laç (alb. Bashkia Laç) – gmina miejska położona w zachodniej części Albanii. Administracyjnie należy do okręgu Kurbin w obwodzie Lezha. W 2011 roku populacja gminy wynosiła 17086 w tym 8641 kobiet oraz 8445 mężczyzn, z czego Albańczycy stanowili 93,15% mieszkańców. Siedziba gminy znajduje się w mieście Laç.